# Jules Brunet
Jules Brunet (2 tháng 1 năm 1838 – 12 tháng 8 năm 1911) là một sĩ quan quân đội Pháp nổi tiếng trong cuộc chiến tranh Boshin. Ông được gửi đến Nhật Bản với phái đoàn quân sự Pháp trợ giúp Mạc phủ vào năm 1867, và sau sự thất bại của shōgun vốn đóng vai trò quan trọng trong Cộng hòa Ezo. Sau khi trở về nước, ông trở thành Tham mưu trưởng Bộ Chiến tranh Pháp vào năm 1898, cấp bậc Thiếu tướng (Général de Division).

## Thân thế
Brunet chào đời tại Belfort, sau là vùng Grand Est miền đông nước Pháp. Cha là một bác sĩ thú y quân sự. Ông tốt nghiệp trường École Polytechnique năm 1859, và gia nhập trường pháo binh, tốt nghiệp với cấp bậc trung úy vào năm 1861.
Brunet tham gia vào cuộc Can thiệp của Pháp ở México từ tháng 8 năm 1862 đến tháng 6 năm 1864, và nhận được huy chương Légion d'honneur vào tháng 10 năm 1864. Năm 1863, ông được cử đến Trung đoàn Ngựa Pháo binh danh giá thuộc đội Vệ binh Đế chế.

## Đặt chân đến Nhật Bản
Napoleon III đã cử một nhóm cố vấn quân sự đến Nhật Bản để giúp hiện đại hóa quân đội của Shogun. Brunet được gửi đến làm hướng dẫn pháo binh, được chọn vào tháng 9 năm 1866. Phái đoàn đã đến đây vào đầu năm 1867 và huấn luyện quân đội của Shogun trong khoảng một năm. Trong khi ở Nhật Bản, ông được thăng cấp lên đại úy (tháng 8 năm 1867). Sau đó, vào năm 1868, Shogun bị lật đổ trong Chiến tranh Boshin, và Thiên hoàng Minh Trị được khôi phục toàn bộ quyền hành trên danh nghĩa. Sau đó, phái đoàn quân sự Pháp được lệnh rời khỏi Nhật Bản theo chiếu chỉ của triều đình.

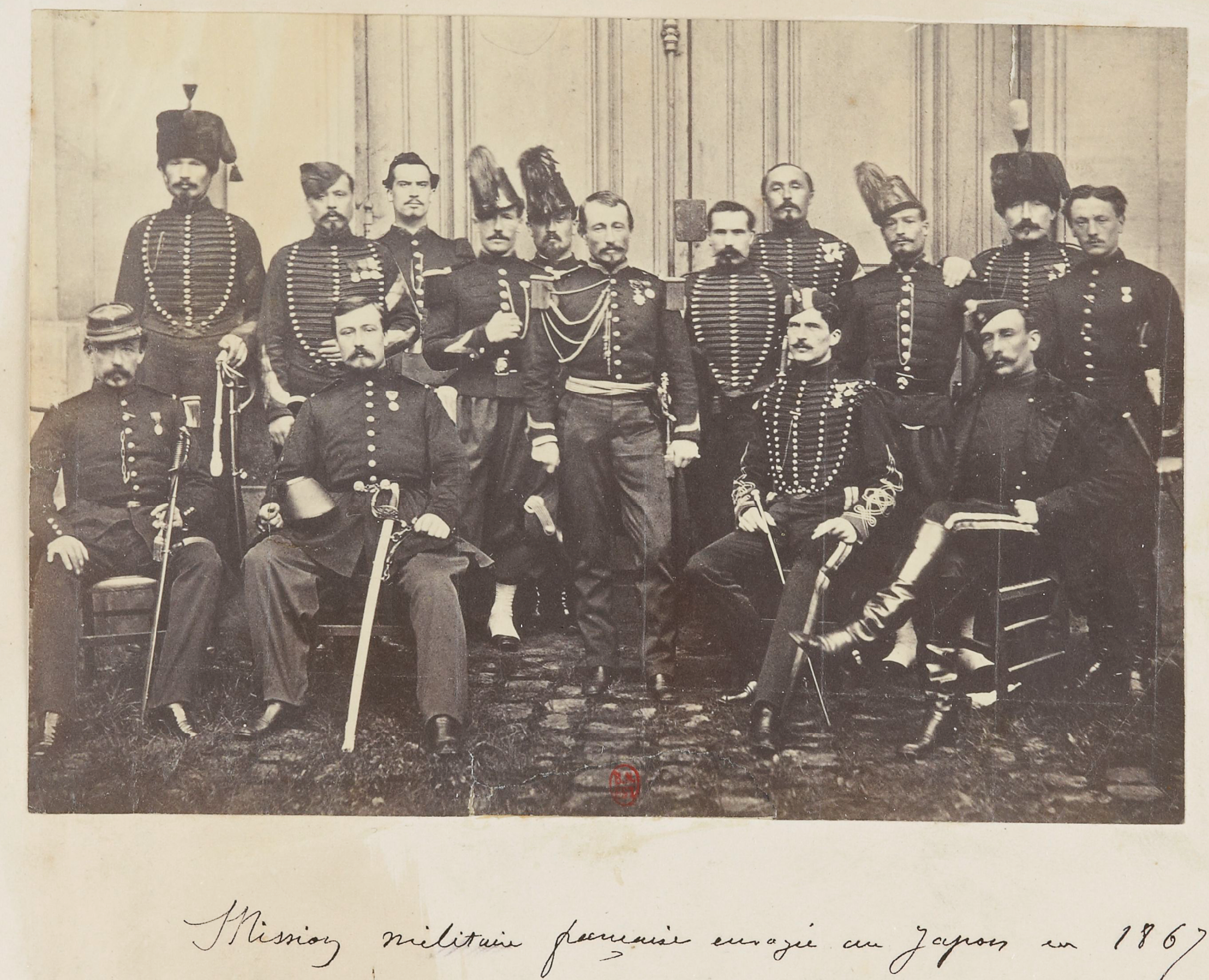
Phái đoàn quân sự Pháp trước lúc khởi hành đến Nhật Bản. Jules Brunet ngồi ở phía trước, thứ hai từ phải (1866).

Tuy nhiên, Brunet đã chọn ở lại. Ông không tham vào gia chức vụ mới của mình trong quân đội Pháp, trong khi không chính thức từ chức, và bỏ đi tới phía bắc nước Nhật với tàn quân Mạc phủ với hy vọng dàn dựng một cuộc phản công. Trong một lá thư gửi Napoléon III, Brunet đã giải thích về kế hoạch của liên minh này, cũng như vai trò của ông trong đó:
Một cuộc cách mạng đang buộc Phái đoàn Quân sự phải quay trở về Pháp. Một mình tôi ở lại, một mình tôi muốn tiếp tục, trong điều kiện mới: kết quả thu được của Phái đoàn, cùng với phe cánh miền Bắc, là phe có lợi cho Pháp ở Nhật Bản. Chẳng bao lâu một phản ứng sẽ xảy ra, và các Daimyo miền Bắc đề nghị tôi làm trụ cột cho nó. Tôi đã chấp nhận, bởi vì với sự giúp đỡ của một ngàn sĩ quan và hạ sĩ quan, sinh viên người Nhật của chúng ta, tôi có thể chỉ đạo 50.000 quân của Liên bang này.— Jules Brunet, Thư gửi Napoleon III.

## Chiến tranh Boshin

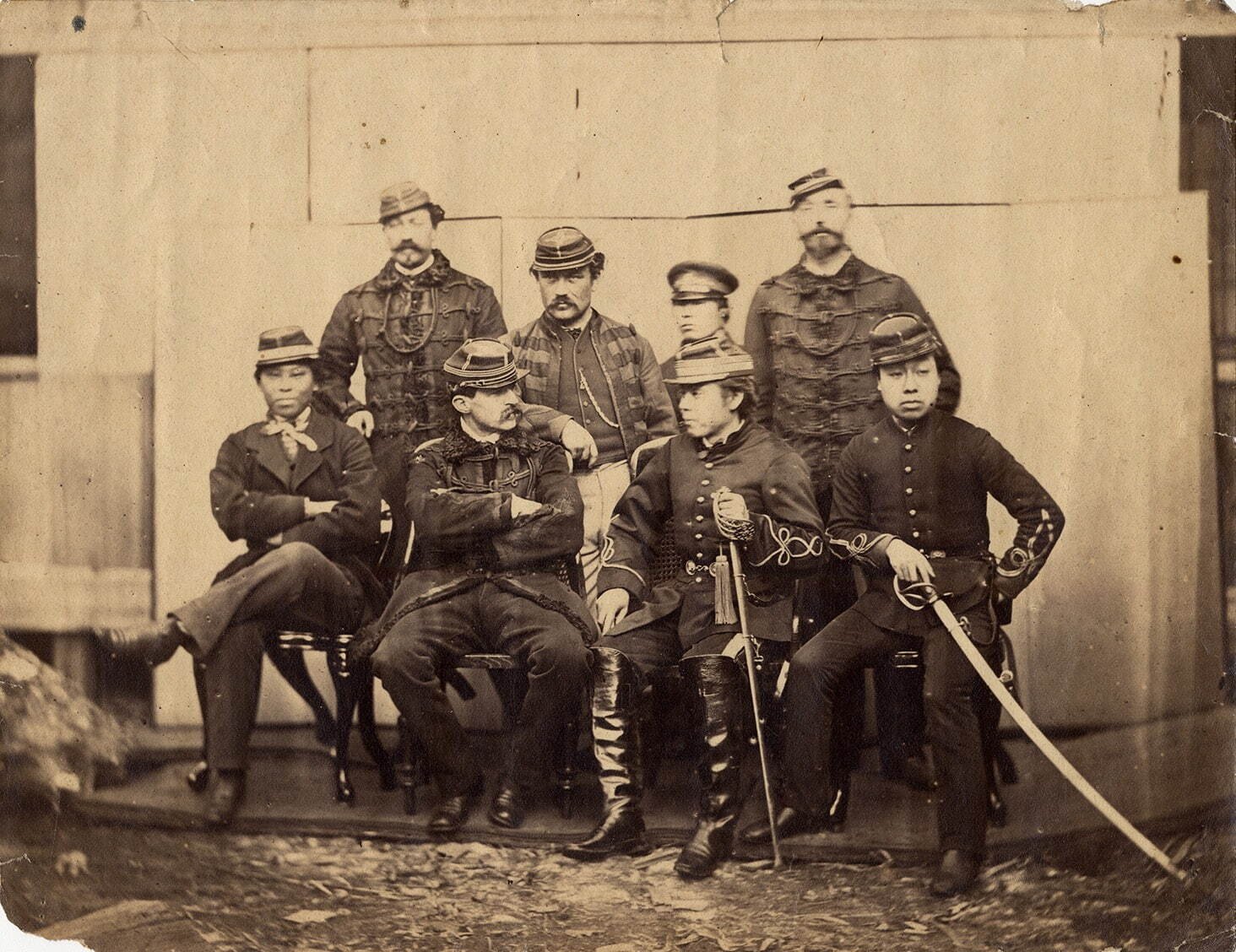
Các cố vấn quân sự Pháp và các đồng minh người Nhật của họ ở Hokkaido.

Brunet đã đóng một vai trò rất tích cực trong chiến tranh Boshin. Brunet và Đại úy André Cazeneuve đã có mặt trong trận Toba–Fushimi (27–31 tháng 1 năm 1868), ở gần Osaka. Sau chiến thắng của quân triều đình, Brunet, Cazeneuve, và Đô đốc của Shogun, Enomoto Takeaki, đã rút lui về Edo (nay là Tokyo) trên chiếc tàu chiến Fujisan.
Khi thành Edo rơi vào tay quân triều đình, Enomoto và Brunet đã chạy trốn đến đảo Hokkaidō ở phía bắc nước Nhật, tại đây họ thành lập Cộng hòa Ezo, với Enomoto làm Tổng thống. Brunet đã giúp tổ chức quân đội Ezo, dưới sự lãnh đạo của một nhóm sĩ quan Pháp-Nhật. Otori Keisuke là Tổng tư lệnh, và Brunet đứng thứ hai. Cứ một trong bốn lữ đoàn đều do một sĩ quan người Pháp chỉ huy (Fortant, Marlin, Cazeneuve, và Bouffier), các sĩ quan người Nhật chỉ huy phân nửa từng lữ đoàn. Sự kháng cự cuối cùng của tàn quân Shogun/Ezo được quyết định qua trận Hakodate. Quân đội Ezo với 3.000 người đã bị 7.000 quân triều đình đánh bại.
Trong một bản tái bút thú vị về sự tham gia của ông trong Chiến tranh Boshin, Brunet đã nói rất nhiều về phó đội trưởng Hijikata Toshizō của Shinsengumi trong hồi ký của ông. Khen ngợi khả năng của Hijikata trong vai trò lãnh đạo, ông nói rằng nếu người đàn ông này ở châu Âu thì chắc chắn nhất định sẽ là một vị tướng lừng lẫy.

## Trở về nước Pháp

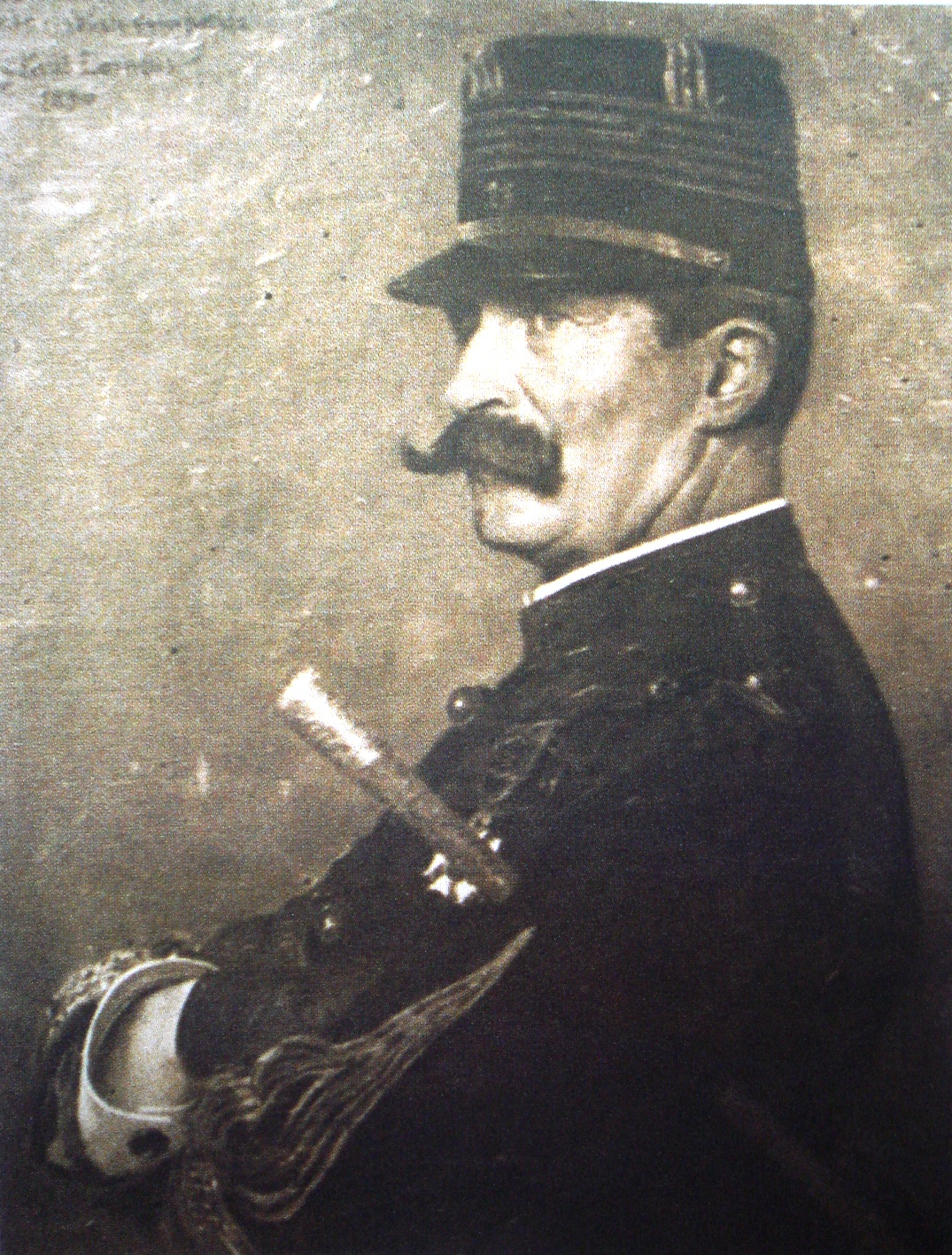
Jules Brunet vào năm 1890.

Brunet và các cố vấn khác của Pháp đã bị chính phủ mới truy nã. Nhưng họ được một tàu chiến Pháp (chiếc corvette Coëtlogon, dưới sự chỉ huy của Dupetit-Thouars) sơ tán kịp thời khỏi Hokkaidō và sau đó được tàu Dupleix đưa đến Sài Gòn. Brunet quyết định trở về Pháp. Chính phủ mới của nước Nhật đề nghị phía Pháp trừng phạt Brunet vì các hoạt động của ông trong Chiến tranh Boshin. Nhưng hành động của Brunet đã giành được sự ủng hộ của công chúng, cho nên chính phủ Pháp đã từ chối yêu cầu đó.
Thay vào đó, ông chỉ bị đình chỉ chức vụ trong sáu tháng và tái gia nhập quân đội Pháp vào tháng 2 năm 1870 chỉ với một sự mất mát nhẹ về thâm niên. Trong cuộc Chiến tranh Pháp-Phổ năm 1870-1871, ông bị bắt làm tù binh tại Cuộc vây hãm Metz. Sau chiến tranh, ông đã đóng một vai trò quan trọng như là một thành viên của đạo quân Versailles trong sự kiện trấn áp Công xã Paris vào năm 1871. Ông trở thành sĩ quan nhận huy chương Légion d'honneur vào tháng 9 năm 1871 và giữ chức aide de camp (sĩ quan phụ tá) cho Bộ trưởng Bộ Chiến tranh.

## Phục hồi danh dự ở Nhật Bản
Đồng minh cũ của Brunet, Đô đốc Enomoto, đã gia nhập chính phủ mới và trở thành Bộ trưởng Hải quân Đế quốc Nhật Bản. Thông qua ảnh hưởng của Enomoto, chính phủ Minh Trị không chỉ tha thứ cho hành động của Brunet mà còn trao tặng huy chương cho ông vào tháng 5 năm 1881 và một lần nữa vào tháng 3 năm 1885; trong số đó nhất là Huy chương Mặt Trời Mọc. Số huy chương này đã được đem ra trưng bày ở Đại sứ quán Nhật tại Paris.

## Sự nghiệp về sau

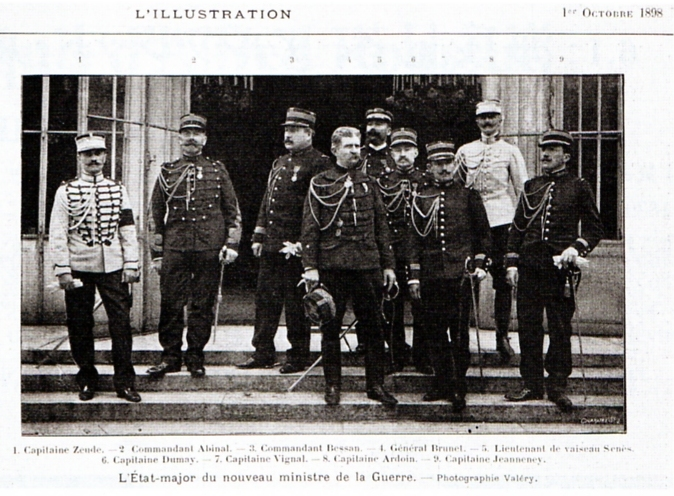
Tướng Jules Brunet (chính giữa, chiếc mũ trong tay), Tham mưu trưởng Bộ Chiến tranh Pháp, 1898.

Brunet dẫn đầu một sự nghiệp rực rỡ trong quân đội Pháp. Là một đại tá, ông chỉ huy Trung đoàn 11 Pháo binh từ năm 1887 đến năm 1891. Được thăng chức lên Chuẩn tướng vào tháng 12 năm 1891, ông nắm quyền chỉ huy Lữ đoàn 48 Bộ binh từ năm 1891 đến năm 1897, sau đó là Lữ đoàn 19 Pháo binh. Năm 1898, Chanoine, cựu sĩ quan cao cấp của ông trong Phái đoàn Quân sự Nhật Bản, là Bộ trưởng Chiến tranh và Brunet trở thành Tham mưu trưởng của ông ("Chef de l'état-major du ministre de la Guerre") với hàm Thiếu tướng.

## Ảnh hưởng văn hóa
Hành động của ông đã truyền cảm hứng cho nhân vật Đại úy Nathan Algren trong bộ phim The Last Samurai năm 2003.

## Bản vẽ và tranh vẽ của Jules Brunet
Brunet là một họa sĩ tài năng đã để lại rất nhiều mô tả về chuyến đi của mình ở México và Nhật Bản.

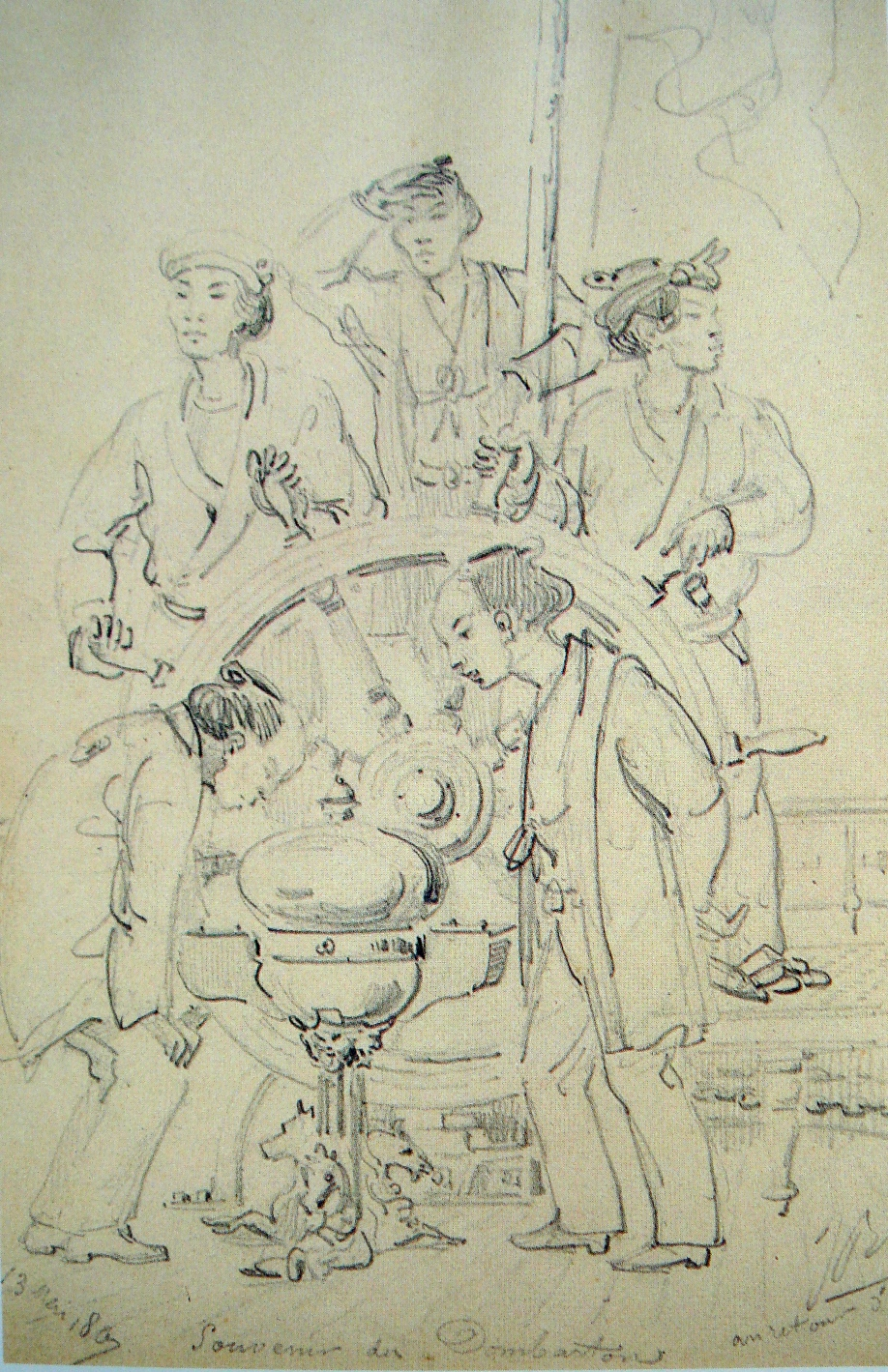
Thủy thủ người Nhật trên chiến hạm Chōgei, 13 tháng 5 năm 1867.
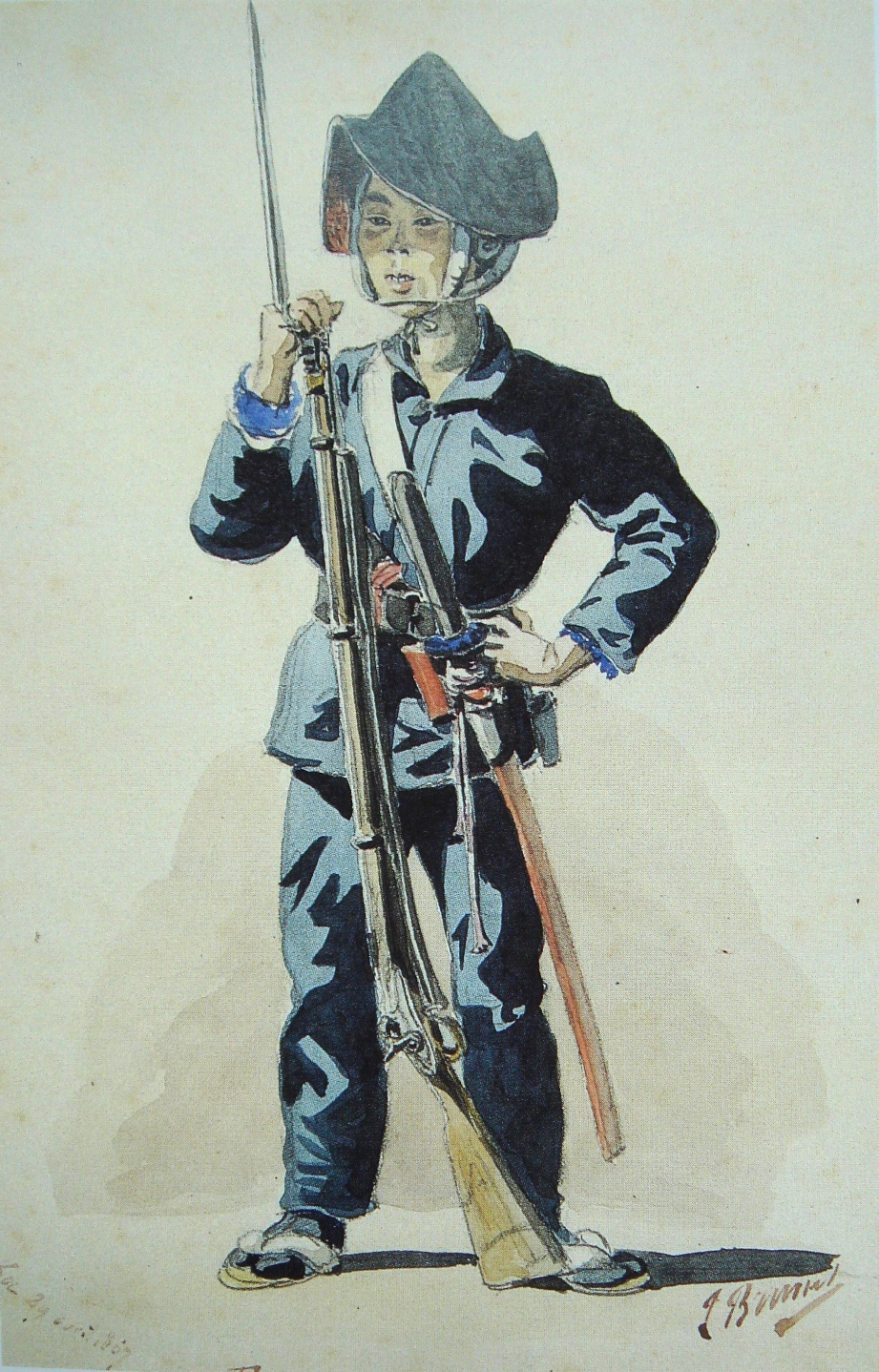
Bộ binh Mạc phủ (Osaka, 29 tháng 4 năm 1867).
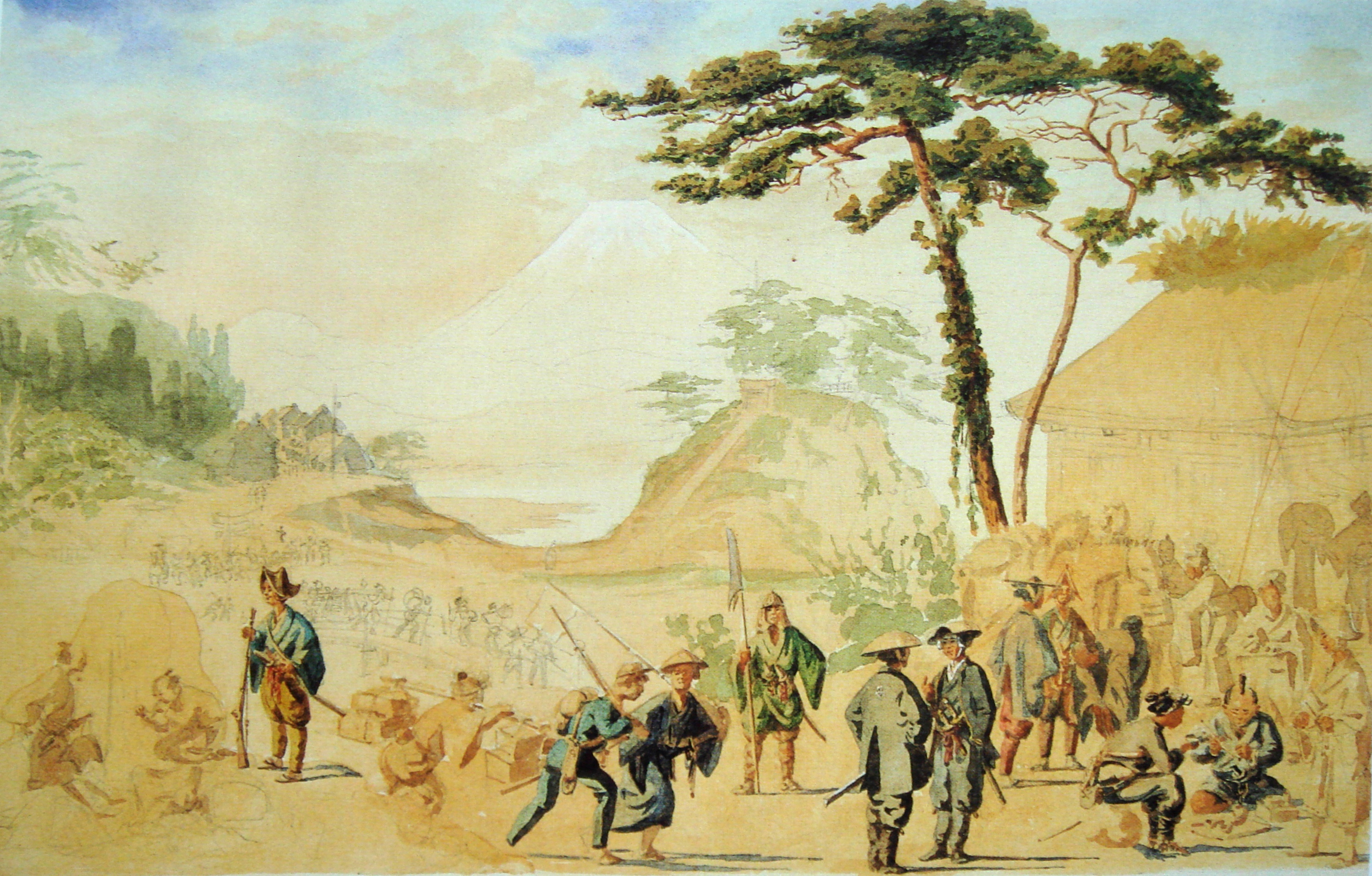
Quân lính Mạc phủ gần núi Phú Sĩ năm 1867.